# Gerri de la Sal
Gerri de la Sal es una villa española situada en la parte meridional de la comarca leridana del Pallars Sobirá, en un estrecho ensanchamiento que entre dos congostos (Arboló y Collegats) baña el río Noguera Pallaresa. Es la capital de Bajo Pallars, municipio formado en 1969 por la agrupación de otros cuatro entonces existentes (Baén, Gerri de la Sal, Moncortés de Pallars y Peramea), habiendo sido también capital del antiguo municipio homónimo. En 2013 tenía 131 habitantes.
Según Joan Corominas, el nombre le viene del vasco agirre (“abierto, expuesto”), ya que en determinados tramos se halla expuesta al viento y al sol.

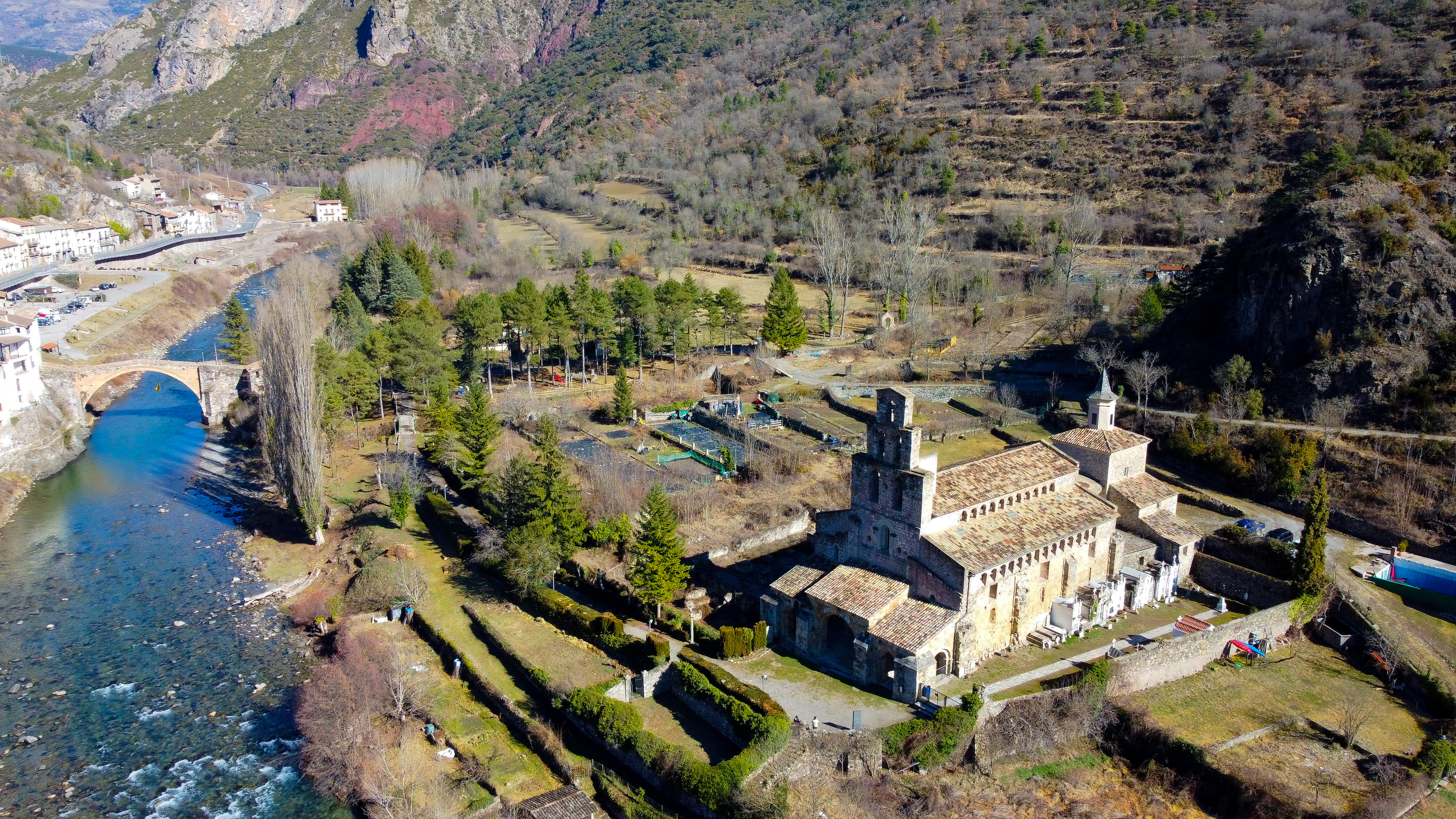
Santa María de Gerri y puente de acceso.

## Geografía humana

### Demografía
| Gráfica de evolución demográfica de Gerri o Gerri de la Sal entre 1842 y 1960 |
| |
| Población de derecho según los censos de población del INE Población de hecho según los censos de población del INEEntre el censo de 1857 y el anterior, crece el término del municipio porque incorpora a 255149 (Enseu) Entre el censo de 1970 y el anterior, este municipio desaparece porque se integra en el municipio 25039 (Baix Pallars) |

## Lugares de interés

### Santa María de Gerri
El conjunto del antiguo monasterio de Gerri se encuentra en la orilla izquierda del río, junto a la confluencia con este del barranco de Enseu. Desde su fundación a principios del s. IX hasta su exclaustración en el XIX tuvo una importancia capital en la historia del condado y la comarca.

Queda tan solo en pie la iglesia, edificio consagrado en 1149, momento que posiblemente corresponda también a su construcción.

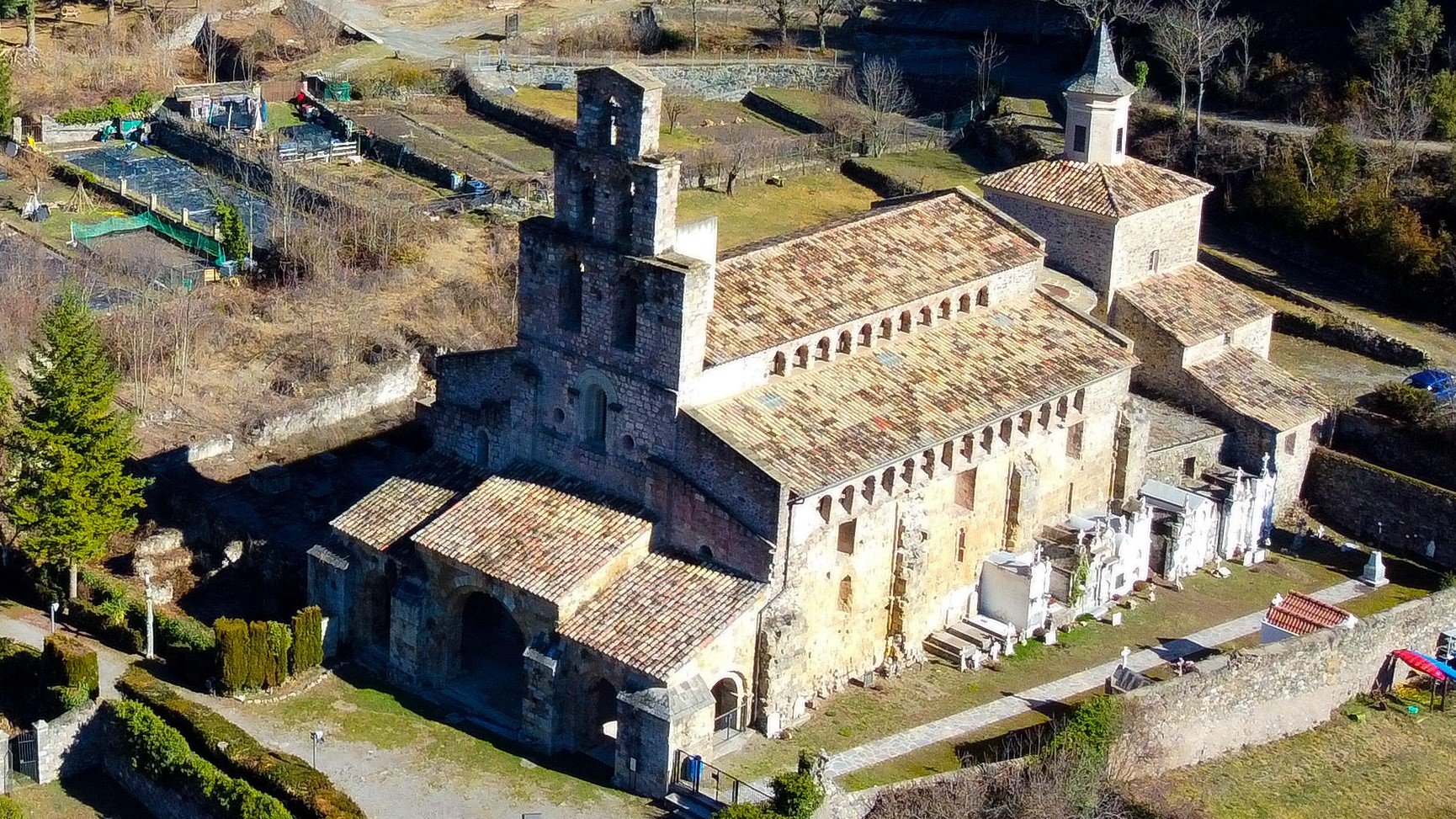
Vista del Monasterio de Gerri.

### Vila closa
El núcleo más antiguo de la villa, nombrado muy a menudo ya desde el siglo XII (Gerri vilella),  se encuentra entre la carretera y el río, y forma una estructura de casas compacta y cerrada sobre sí, de tal manera que las paredes posteriores de los edificios realizan la función de muralla. Esta estructura urbana es lo que, en catalán, se denomina vila closa (villa cercada).
En el caso de Gerri, las casas se agrupan alrededor de una plaza central (Plaça de Sant Feliu) a la que se accede por tres pasos cubiertos y por uno muy estrecho (carrer Major). En esta plaza central se halla la vieja iglesia parroquial de Sant Feliu, un edificio totalmente rehecho y transformado en épocas posteriores. Históricamente, fue un templo siempre vinculado al monasterio, y su existencia ya está documentada desde el siglo X.

### Puente de Gerri

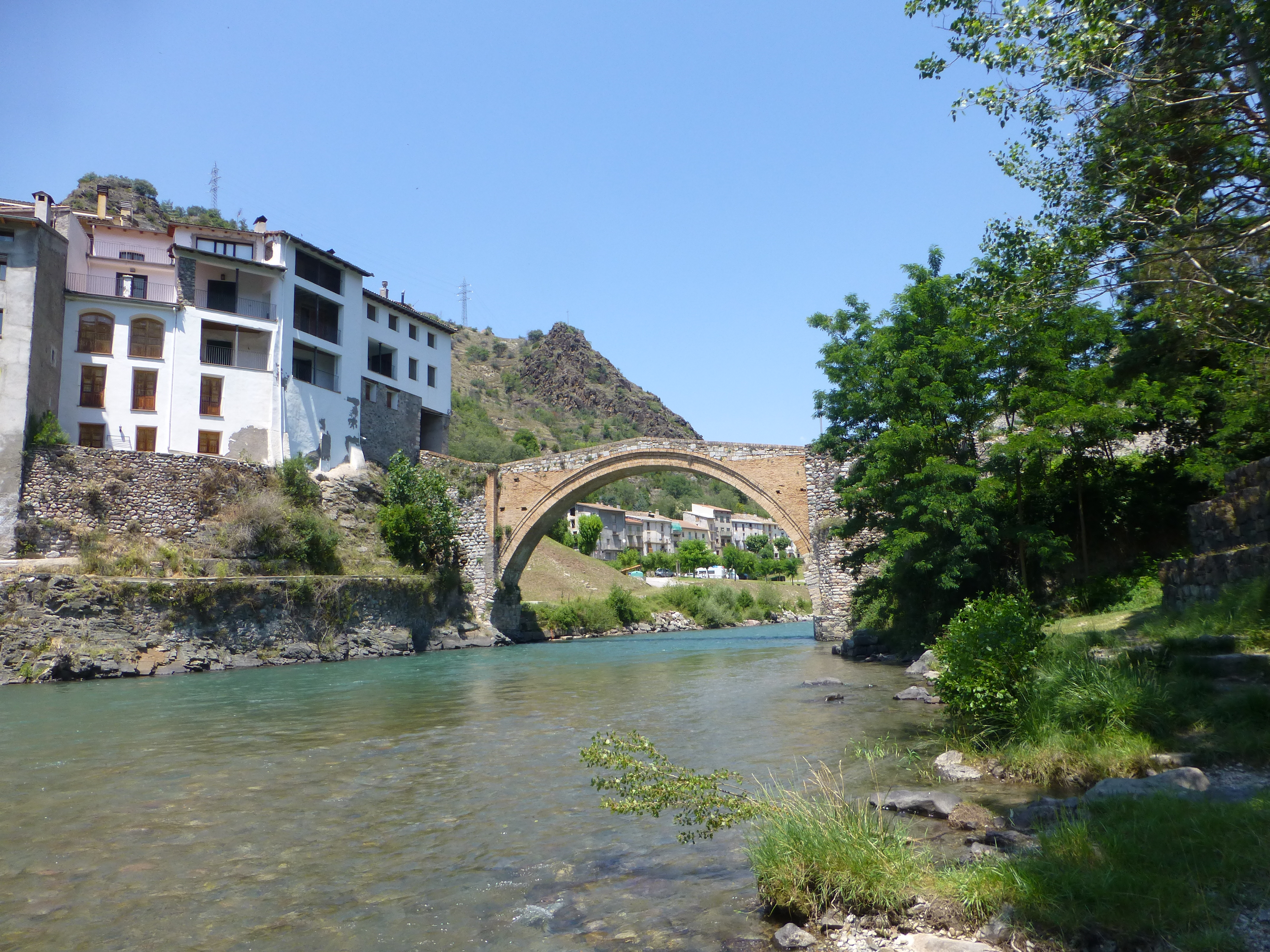
Puente de Gerri

El puente medieval de Gerri es el único paso por donde se puede acceder desde el centro urbano al otro margen del río, y podría haber sido, históricamente, también el único en todo este sector que daba acceso a la ruta de Baén, camino importante hacia los valles del Alto Urgel. Su construcción correspondería a finales del s. XI o primera mitad del XII y en su factura se pueden apreciar las diferentes intervenciones que a lo largo del tiempo se han debido hacer para su reparación y mantenimiento.
Se trata de un puente de un solo arco con los montantes originales asentados a lado y lado del río. Con una longitud de 33 m y una anchura de 3'1 m incluyendo el barandado (2'30 m de la calzada), en su punto más elevado alcanza una altura de 13'50 m sobre el nivel del agua.

### Torre de la Presó
La Torre de la Presó (Torre de la Prisión) es un edificio medieval situado en la parte alta de la población, en el propio núcleo urbano. De planta casi cuadrada (7'15 x 7'40 m en el exterior), el grosor de sus paredes es de 165 cm y tiene una altura de unos 10 m. En sus muros, de piedras poco trabajadas excepto en las aristas, se abren diversas aspilleras y una puerta en la fachada NO. Por sus características, se puede datar su construcción hacia el siglo XIII, conservándose en buen estado.

### Alfolí de la sal

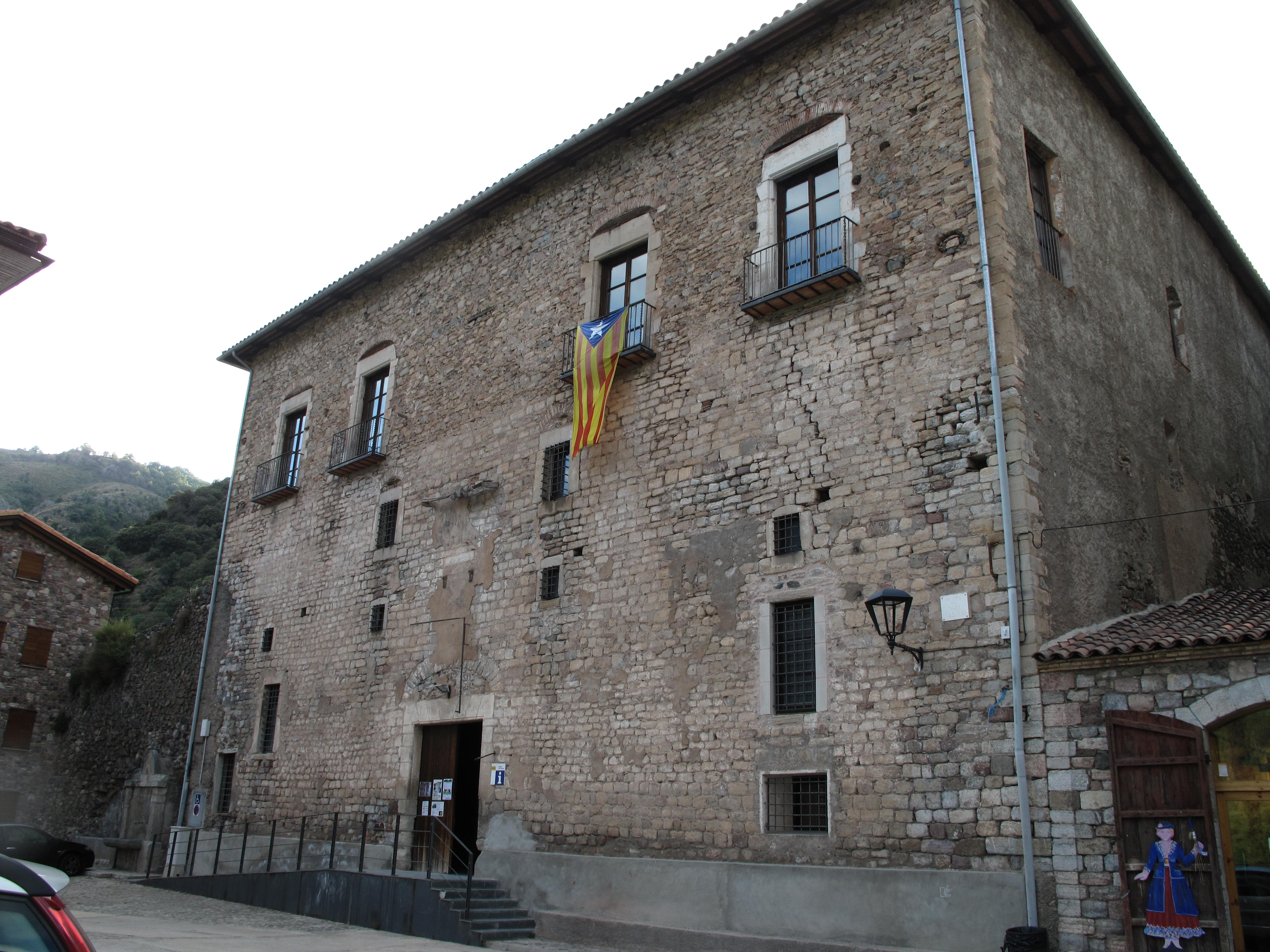
Alfolí de la sal.

Situado en la parte alta de la población, el Alfolí Real de Gerri o Casa de la sal es un gran edificio rectangular de los ss. XVI-XVII, con una gran ampliación del siglo XVIII, donde se almacenaba la sal que se producía en la población. Se trata de un edificio aislado de tres plantas y buhardilla, con una edificación anexa de una sola planta conocida como «toldo». Cada planta está dividida en cuatro naves perpendiculares en la fachada principal. La cubierta es de teja a cuatro vertientes. Después de vivir momentos esplendorosos, entró en decadencia en el siglo XIX, en el que tuvo función de cuartel militar. Parte del edificio también fue usado circunstancialmente como escuela y teatro.
En 1996 fue declarado, junto con las salinas, Bien Cultural de Interés Nacional en la categoría de monumento histórico, y es la sede del Museo de la Sal, que en el verano de 2013 abrió puertas y forma parte del sistema territorial del Museo de la Ciencia y de la Técnica de Cataluña.

### Las salinas
Durante siglos, la producción de sal fue una actividad importante en la villa. Aunque hay quien cree que ya era aprovechada en tiempos de los romanos, las primeras referencias escritas datan del siglo IX, cuando se fundó el monasterio. El agua salada surge por borboteo en una fuente  (Mina Ofita) situada en el margen derecho del río, en el barrio del Roser, y era extendida en las salinas construidas aprovechando el llano que forma el río junto a Gerri y en el otro margen.
La producción empezó a decaer por la competencia de otras sales cuya explotación era más rentable, y durante el siglo XX las salinas comenzaron a sufrir un fuerte decaimiento de su actividad. Unas fuertes riadas habidas en el Pirineo en 1982 aceleraron aún más el deterioro de las instalaciones.
El tesón e interés de algunos vecinos han propiciado la apertura de algunas salinas (las más cercanas a la fuente) y en 1996 tanto esta como aquellas fueron declaradas Bien Cultural de Interés Nacional en la categoría de monumento histórico, pudiendo ser visitadas.

## Fiestas y tradiciones
La fiesta mayor de Gerri se celebra el tercer fin de semana del mes de agosto, a excepción de los años en que el 1 de agosto cae en domingo, celebrándose entonces el cuarto fin de semana. Durante la tarde del domingo se hace el Baile de la Morisca, y también se lleva a cabo una representación de la leyenda del mismo, donde actúan los propios habitantes de la villa.
Otras fiestas locales tienen lugar el 1 de agosto (Sant Feliu) y el 15 del mismo mes (Santa María). También se celebran en los alrededores dos concurridos aplecs (especie de romerías): el primer domingo de mayo en Nuestra Señora de Arboló y por Pascua Florida en Nuestra Señora de Esplà, ermita cercana a Solduga.

## Gerri en el Madoz
Gerri de la Sal aparece citado en el Diccionario geográfico-estadístico-histórico de España y sus posesiones de Ultramar, obra de Pascual Madoz. Por su gran interés documental e histórico, se transcribe a continuación dicho artículo sin abreviaturas y respetando la grafía original.

GERRI: villa con ayuntamiento y capital del abadiato de su nombre en la provincia de Lérida (27 horas), partido judicial de Sort (3), audiencia territorial y capitanía general de Cataluña (Barcelona 44), diócesis de Urgel. SITUADA á la derecha del río Noguera Pallaresa, dominada por 2 elevadas montañas: la combaten los vientos de norte y este, y su CLIMA aunque templado, es algo propenso á apoplejías. Tiene 90 CASAS de mediana construcción, la del ayuntamiento y cárcel, siendo el edificio más notable entre todas ellas el almacén y administración donde se conserva la sal que se fabrica en esta población en crecida cantidad: la escuela de primeras letras dotada con 3160 reales está frecuentada por 60 niños: la iglesia parroquial (San Félix Mártir) está servida por un cura de provisión del ordinario en concurso regular; se halla al otro lado del río, donde antiguamente existió el monasterio de Benitos, dominada por dos alturas llamadas de Enseu y Roca del Monasterio, y á la cual se pasa por un puente de madera: en dicho monasterio residía el abad que ejercía jurisdicción propia; se encuentra en esta villa un paseo arbolado y á tiro de fusil de la puerta que llaman de la Villa, la fuente del agua que sirve para elaborar la sal, la cual sale de la falda de un monte: se abastece con ella todo el partido, y se introduce todavía en gran cantidad al vecino reino de Francia. Confina el TÉRMINO norte Arcalis (1 hora); este Solduga y Buseu á igual distancia; sur Pujol y oeste Peramea á ½ de cada uno de estos puntos: cruza por esta jurisdicción el río Noguera Pallaresa, que corre de norte á sur y la fertiliza en parte; en la misma se encuentran las casas llamadas de Compte y Cuberas, descritas en sus respectivos articulos (véase); así como igualmente lo esta el santuario o ermita titulada Nuestra Señora de Esplá, que aunque enclavado en otro término municipal es de propiedad de esta villa; cuya circunstancia nos obliga á recordarlo en este lugar. El TERRENO montañoso y pedregoso en general es de escasas producciones, encontrándose en dirección este á ½ hora la montaña denominada de Pentina, desprovista de arbolado. CAMINOS: el principal que conduce desde el interior de la provincia al valle de Aran y Francia, está en bastante mal estado. El CORREO se recibe de Tremp, por baligero á las 11 de la noche de los miércoles y sábados de cada semana, y sale á las 3 de la madrugada de los mismos días PRODUCTOS: trigo, cebada, centeno, patatas, legumbres, hortalizas, seda, cáñamo, almendra, toda especie de fruta y mucho vino algunos años atrás; pero poco en el dia por haber matado el viñedo en su mayor parte los rigurosos fríos que hicieron durante los inviernos de 1829 y 30; la principal producción y riqueza de esta población son sus abundantes salinas: se cría ganado lanar y mular; caza de perdices, liebres y aves de paso, y pesca de truchas, anguilas y barbos. INDUSTRIA: la agricola y recria del ganado. COMERCIO: se surte de aceite del interior de la provincia, vino y otros caldos de la Conca de Tremp, y ganado mular que se recria en Francia. POBLACION: 56 vecinos, 519 almas. CAPITAL IMPONIBLE: 125 811 reales CONTRIBUCION: el 14'28 por 100 de esta riqueza. PRESUPUESTO MUNICIPAL 1000 reales que se cubren con el producto de propios y arbitrios, y si falta por reparto vecinal.